# 프린세스 블레이드
《프린세스 블레이드》(The Princess Blade, 修羅雪姬: Shura Yukihime)는 일본에서 제작된 사토 신스케 감독의 2001년 SF, 액션 영화이다. 이토 히데아키 등이 주연으로 출연하였고 이치세 타카시게 등이 제작에 참여하였다.

## 출연

### 주연
- 이토 히데아키
- 샤쿠 유미코

### 조연
- 사노 시로
- 유이치 누마타
- 시마다 큐사쿠
- 마키 요코
- 무사카 나오마사
- 마츠시게 유타카

## 기타
- 원작자: 카미무라 카즈오
- 원작자: 코이케 카즈오
- 미술: 마루오 토모유키
- 무술감독: 견자단